# Ramón Córdoba
Ramón André Córdoba Mena (Apartadó, Córdoba, Colombia, 9 de septiembre de 1989) es un futbolista colombiano. Juega como defensa central y actualmente no tiene equipo.

## Trayectoria
Realizó las divisiones inferiores en Independiente de Medellín, jugando gran tiempo en la reserva. Tuvo un paso fugaz por San Jorge y San Martín de Tucumán. Estuvo a prueba en Almirante Brown, sin embargo, no pudo quedarse en el equipo.
El 2013 llegó a Jaguares de Córdoba para jugar la Primera B, debutando junto al equipo contra Real Cartagena, el cual sería su primer año de fundación. El 2014 sería campeón de la Primera B y ascendería a la Primera División de Colombia.

### América de Cali
A mediados del 2015 llegó junto al panameño Amilcar Henríquez al América de Cali, retornando a la Primera B. Jugó un total de 19 partidos con los diablos rojos.
Luego de no tener la continuidad deseada en Cali, vuelve a Jaguares de Córdoba. Luego de un gran 2017, consigue una histórica clasificación a la Copa Sudamericana 2018. Por mucho tiempo fue uno de los más queridos de la hinchada felina, fue uno de los capitanes que tuvo el equipo. En noviembre del 2018 se confirmó que no seguiría en el equipo principal.
A inicios del 2019 fue confirmado como nuevo refuerzo de Deportivo Binacional, siendo su segunda salida al extranjero. Es pareja de central con el marfileño Herve Kambou, además juega con sus compatriotas Donald Millán, Jefferson Collazos y el boliviano Fernando Adrián. A final de temporada fue campeón de la Liga 1.

## Clubes
| Club                  | País      | Año         |
| --------------------- | --------- | ----------- |
| San Jorge             | Argentina | 2011-2012   |
| San Martín de Tucumán | Argentina | 2012        |
| Jaguares de Córdoba   | Colombia  | 2013-2015   |
| América de Cali       | Colombia  | 2015-2016   |
| Jaguares de Córdoba   | Colombia  | 2016-2018   |
| Deportivo Binacional  | Perú      | 2019        |
| Cortuluá              | Colombia  | 2020 - 2021 |

## Estadísticas
| Club                           | Div.       | Temporada | Liga  | Liga  | Copa Nacional | Copa Nacional | Copa Internacional | Copa Internacional | Total | Total |
| Club                           | Div.       | Temporada | Part. | Goles | Part.         | Goles         | Part.              | Goles              | Part. | Goles |
| ------------------------------ | ---------- | --------- | ----- | ----- | ------------- | ------------- | ------------------ | ------------------ | ----- | ----- |
| Jaguares de Córdoba · Colombia |            |           |       |       |               |               |                    |                    |       |       |
| 2.ª                            | 2013       | 29        | 0     | 5     | 0             | -             | -                  | 34                 | 0     |       |
| 2.ª                            | 2014       | 37        | 1     | 7     | 0             | -             | -                  | 44                 | 1     |       |
| 1.ª                            |            |           |       |       |               |               |                    |                    |       |       |
| 2015                           | 13         | 0         | 3     | 0     | -             | -             | 16                 | 0                  |       |       |
| 2016                           | 12         | 0         | -     | -     | -             | -             | 12                 | 0                  |       |       |
| 2017                           | 41         | 0         | 0     | 0     | -             | -             | 41                 | 0                  |       |       |
| 2018                           | 22         | 0         | 3     | 0     | 1             | 0             | 26                 | 0                  |       |       |
| Total club                     | Total club | 154       | 1     | 18    | 0             | 1             | 0                  | 173                | 1     |       |

## Palmarés

### Torneos cortos
| Título          | Club                 | País | Año  |
| --------------- | -------------------- | ---- | ---- |
| Torneo Apertura | Deportivo Binacional | Perú | 2019 |

### Campeonatos nacionales
| Título    | Club                 | País     | Año  |
| --------- | -------------------- | -------- | ---- |
| Primera B | Jaguares de Córdoba  | Colombia | 2014 |
| Liga 1    | Deportivo Binacional | Perú     | 2019 |